# Blauwmaskerbladvogel
De blauwmaskerbladvogel (Chloropsis venusta) is een vogel uit de familie van de bladvogels. Het is een endemische bosvogel van het eiland Sumatra.

## Kenmerken
De blauwmaskerbladvogel is de kleinste van de bladvogels, met een lengte van 14 cm. De vogel is ook overwegend groen, maar met een zweem van geel door het verenkleed en hij heeft een blauwe keel, waarbij het blauw reikt tot boven het oog als een "masker".

## Verspreiding en leefgebied
Het is een vogel van montaan, goed ontwikkeld tropisch bos dat ligt op hellingen tussen de 600 en 1500 m boven de zeespiegel in de bergketen die langs de westkant van het eiland Sumatra ligt.

## Status
Het is daar een schaars voorkomende vogel. Omdat het leefgebied, vooral in de lager gelegen regionen, door ontbossingen wordt vernietigd, gaat de vogel in aantal achteruit. Op den duur bestaat er een kans op uitsterven. Om deze redenen staat deze bladvogel als gevoelig op de rode lijst van de IUCN.